# YSoccer

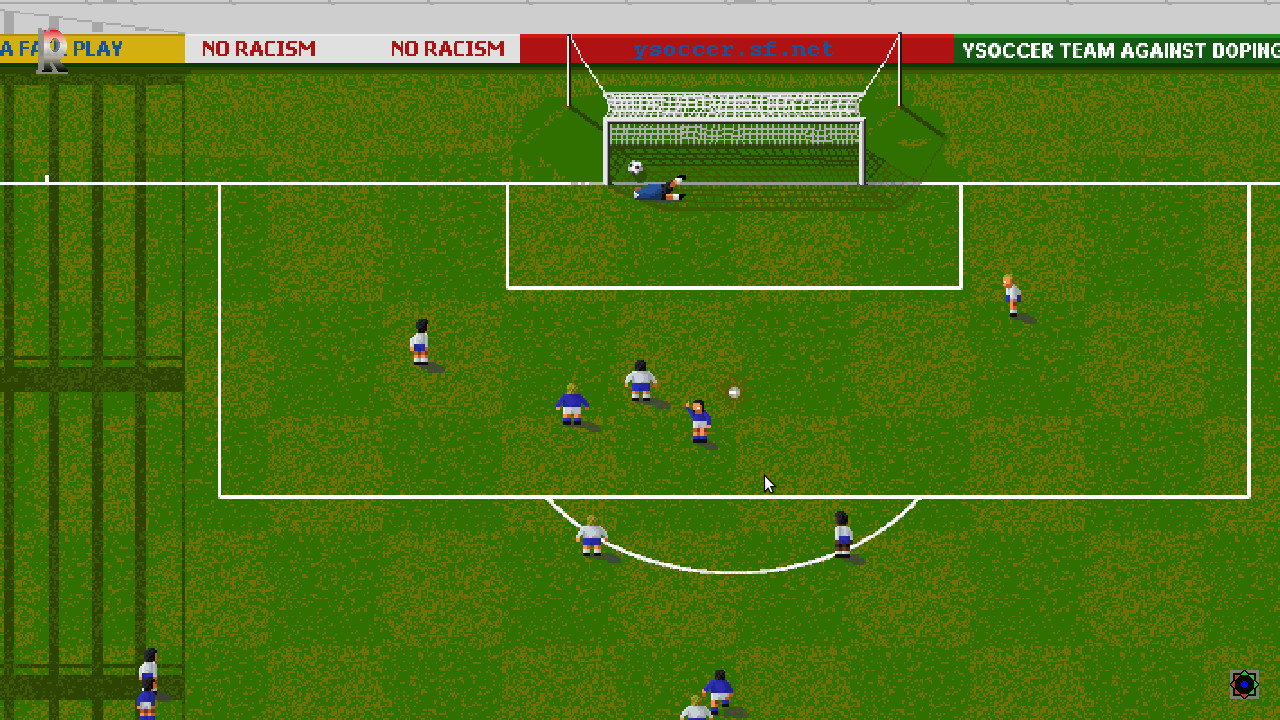
Erfolgreicher Torschuss

YSoccer ist eine Fußballsimulation im Stile von Sensible World of Soccer. Es handelt sich um freie Software. Der Quelltext unterliegt der GNU General Public License. Es ist der Nachfolger zum 2002 erschienen Yoda Soccer.

## Entwicklungsgeschichte
Der Vorgänger Yoda Soccer basierte auf BlitzMax. Der Nachfolger YSoccer wurde neu in Java mit Hilfe der libGDX Bibliothek portiert. Dies ermöglichte eine mobile Android-Version.

## Spielprinzip
Das Spiel implementiert einen Managementmodus. Eigene Spieler und Vereine können eingepflegt werden oder aus der integrierten Datenbank entnommen werden. Das Spielprinzip entspricht im Wesentlichen Sensible Soccer bei dem Fußballspieler aus der Vogelperspektive gesteuert werden.

## Rezeption
Die pixelige Grafik habe einen hohen Wuselfaktor. Die Retro-Pixelgrafik werde um kleine, zeitgemäße Funktionen wie Schatten, detailliertere Trikots optional ergänzt. Die simple, intuitive und schnell zu erlernende Steuerung des Originals wurde übernommen.